# ポール＝アンリ・サンダオゴ・ダミバ
ポール＝アンリ・サンダオゴ・ダミバ（フランス語: Paul-Henri Sandaogo Damiba, 1981年1月 - ）は、ブルキナファソの元軍人、政治家。2022年ブルキナファソクーデターでロック・マルク・クリスチャン・カボレ前大統領を追放し、政権を掌握。同年1月に暫定大統領、防衛復興愛国運動（MSPR）の議長に就任した。

## 来歴

### 初期
ダミバは、パリに位置する軍学校「エコール・ミリテール」を卒業。そこでギニアの最高指導者であるママディ・ドゥンブヤと交流があったとされる。さらにフランス国立工芸院で犯罪学の修士号を習得したため、防衛専門家となる。2010年から2020年の間にアメリカの軍事演習に参加し、人権尊重や武力紛争法などを学んだ。

### 軍人から政治家へ
ダミバはワガドゥグーなどの中南部地方の警備を管轄する司令官であり、ブレーズ・コンパオレ元大統領のボディガードだった。ダミバはカボレ大統領らブルキナファソ政府にロシアの軍事組織「ワグネル・グループ」から傭兵を雇い、イスラム教徒の反政府組織を鎮圧するよう進言したが、大統領は聞き入れてくれなかった。
そして、前述のように2022年にカボレ政権を崩壊させた。支持者はクーデターを祝い、ロシアの旗を掲げ、イスラム教徒の反政府組織の戦いの際にロシアの支援を受けるよう呼びかけた。軍は憲法停止及び議会や政府の解散を発表し、再び、軍事政権を樹立。その後、ダミバは暫定大統領に就任。世論はダミバに支持をしている者が多いが、大統領選出が民主的に行われていないため、一部の世論はダミバの暫定大統領就任に否定的である。
2022年9月30日、軍部の反乱グループが国営テレビなどを占拠し、ダミバの解任を発表。さらなる暴力を回避するため自ら大統領辞任を申し出、その条件として自身と自身を支持する兵士の安全の保証、2024年7月までに立憲統治へ復帰する計画の順守など7条件を政権を奪取したイブラヒム・トラオレ大尉に提示し、受け入れられたため暫定大統領からの辞任に同意、10月2日に出国し隣国トーゴの首都ロメへと逃れた。